# 문시중학교
문시중학교는 대한민국 경기도 오산시 금암동에 있는 공립 중학교이다.

## 학교 연혁
- 2010년 1월 11일 : 문시중학교 설립인가 (30학급)
- 2010년 3월 1일 : 초대 유건석 교장 취임
- 2010년 3월 1일 : 문시중학교 개교
- 2010년 3월 2일 : 제1회 신입생 입학식 (74명)
- 2011년 2월 9일 : 제1회 졸업식 (1학급 25명)
- 2022년 3월 1일 : 특수학급(1학급) 증설
- 2023년 3월 1일 : 제4대 우성숙 교장 취임
- 2024년 1월 5일 : 제14회 졸업식(349명) 졸업생 누계 3,636명
- 2024년 3월 4일 : 제15회 신입생 입학식(468명)

## 참고 자료
- 문시중학교 - 한국교육학술정보원 학교알리미